# Rousson (Yonne)
Rousson település Franciaországban, Yonne megyében. Lakosainak száma 386 fő (2022. január 1.). Rousson Marsangy, Bussy-le-Repos, Chaumot és Villeneuve-sur-Yonne községekkel határos.

## Népesség
A település népessége az elmúlt években az alábbi módon változott:
| Lakosok száma | 413  | 406  | 416  | 407  | 401  | 395  | 389  | 385  | 386  |
|               | 2013 | 2015 | 2016 | 2017 | 2018 | 2019 | 2020 | 2021 | 2022 |